# 3047 Goethe
3047 Goethe è un asteroide della fascia principale. Scoperto nel 1960, presenta un'orbita caratterizzata da un semiasse maggiore pari a 2,6424880 UA e da un'eccentricità di 0,0252287, inclinata di 1,60936° rispetto all'eclittica.